# Larissa França
Larissa França (14 d'abril de 1982, Cachoeiro d'Itapemirim) és una jugadora de vòlei platja femení de Brasil que va guanyar el Campionat Mundial de vòlei Platja de 2011 després de guanyar a Kerri Walsh i Misty May-Treanor. També ha guanyat dos títols PanAm en 2007 i 2011, sempre al costat de Juliana Silva.

## Trajectòria
Va començar a practicar vòlei en 1997, i va ajudar al seu club a guanyar el títol brasiler en 2000. La seva carrera en vòlei platja va començar en 2001, i ja en 2003 va començar a guanyar medalles al costat de Ana Richa en els Jocs Panamericans de 2003 en Santo Domingo, República Dominicana, on va guanyar una medalla de bronze. Anteriorment havien participat en algun esdeveniment mundial del SWATCH-FIVB i havia quedat 17a. en el Campionat Mundial de vòlei Platja de 2003. Van guanyar també un torneig brasiler i van ser classificades com a terceres en el ránking mundial per darrere de les olímpiques Adriana Behar i Shelda Bede, i Ana Paula Connelly i Sandra Pires.
A partir d'aquí la seva companya va ser Juliana Silva. El març de 2004, en la seva primera competició juntes, van quedar terceres en una competició internacional, després de derrotar a les olímpiques xineses Tian Jia i Wang Fei. Solament van ser derrotades per les nord-americanes Misty May-Treanor i Kerri Walsh i per les rivals brasileres Adriana Behar i Shelda Bede. En el tour mundial de la SWATCH-FIVB de 2005 van tenir uns guanys de 409.750 dòlars, i solament les nord-americanes van poder superar-les en algun moment. Van aconseguir sis victòries i 14 podis de 15 proves totals. Les nord-americanes van guanyar en sis ocasions, amb quatre d'aquestes victòries davant Larissa i Juliana, en Berlín, París, Salvador de Badia i Capi Town. En la temporada de 2006 van aconseguir guanyar 533.750 dòlars en sol 25 esdeveniments, amb set victòries i 18 podis.

## Palmarès
- Jocs Olímpics

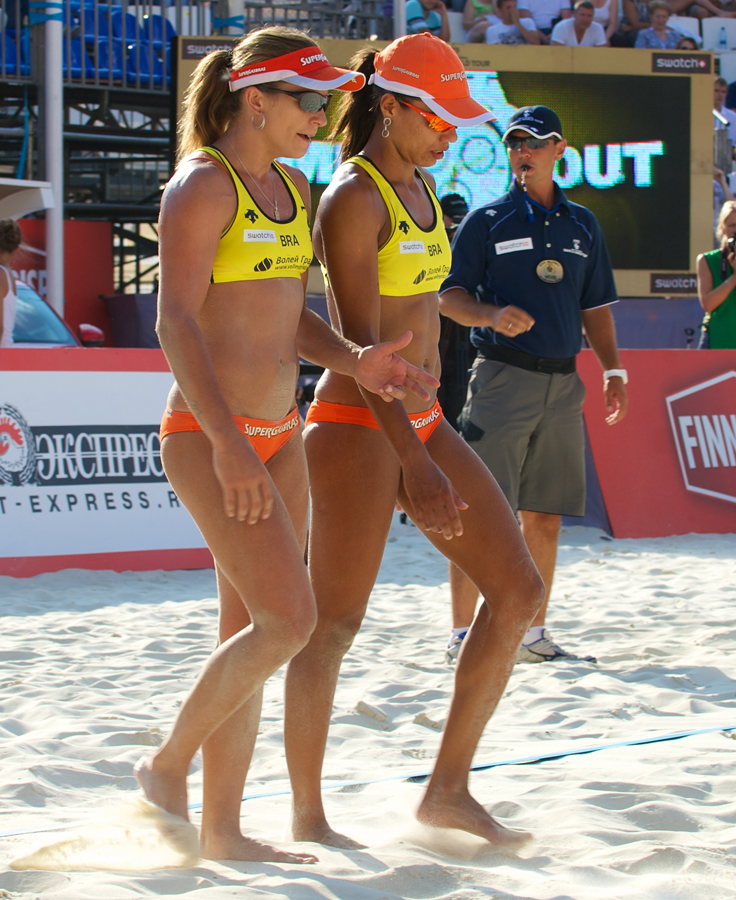
Larissa França (i) amb Juliana Silva, 2011

  - Bronze als Jocs Olímpics de Londres 2012 amb Juliana Silva.
- Campionat Mundial de vòlei Platja
  - Or al Campionat Mundial de vòlei Platja de 2011 a Roma amb Juliana Silva.
  - Plata al Campionat Mundial de vòlei Platja de 2005 a Berlín amb Juliana Silva.
  - Plata al Campionat Mundial de vòlei Platja de 2009 a Stavanger amb Juliana Silva.
  - Bronze al Campionat Mundial de vòlei Platja de 2007 a Gstaad amb Juliana Silva.
- Jocs Panamericans
  - Or als Jocs Panamericans de 2007 a Rio de Janeiro amb Juliana Silva.
  - Or als Jocs Panamericans de 2011 a Guadalajara amb Juliana Silva.
  - Bronze als Jocs Panamericans de 2003 a Santo Domingo amb Ana Richa.

## Vida personal
L'agost de 2013, Larissa va confessar públicament ser lesbiana, un mes després d'haver-hi sortit de l'armari, va contreure matrimoni igualitari amb la també jugadora de voleibol Liliane Maestrini.